# Уорвик, Ди Ди
Ди Ди Уорвик (англ. Dee Dee Warwick; настоящее имя — Делия Хуанита Уоррик (англ. Delia Juanita Warrick), 25 сентября 1942, Ньюарк, Нью-Джерси, США — 18 октября 2008, Эссекс, Нью-Джерси, США) — американская певица в жанре соул. Является сестрой Дайон Уорвик, племянницей Сисси Хьюстон и двоюродной сестрой Уитни Хьюстон.